# Viltina
Koordinaten: 58° 24′ N, 23° 1′ O

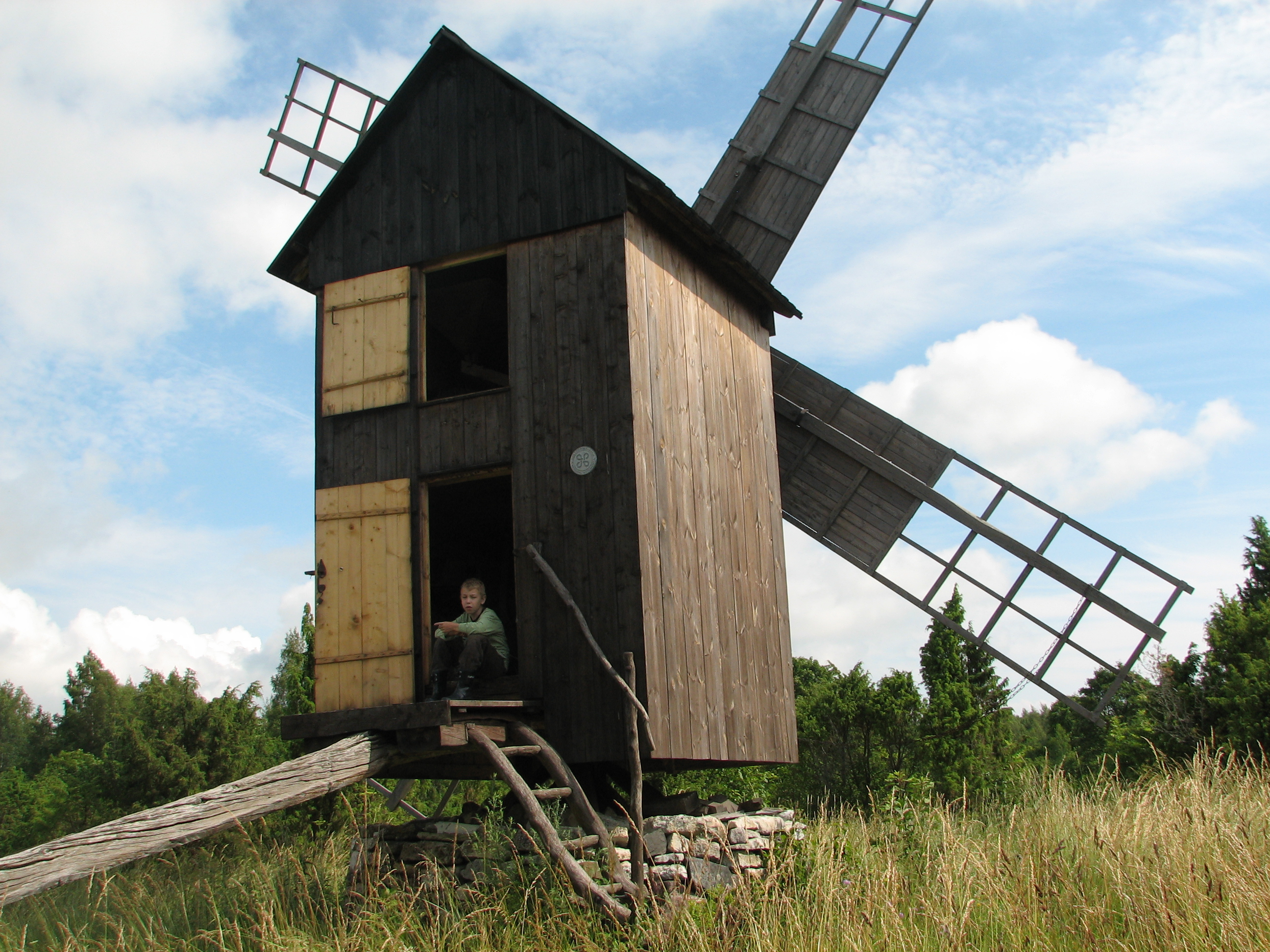
Windmühle von Viltina

Viltina (deutsch Wiltina) ist ein Dorf (estnisch küla) auf der größten estnischen Insel Saaremaa. Es gehört zur Landgemeinde Saaremaa (bis 2017: Landgemeinde Laimjala) im Kreis Saare.
Das Dorf hat elf Einwohner (Stand 31. Dezember 2011).

## Windmühle
Bekannt ist der Ort vor allem für seine Bockwindmühle. Sie ist die zweitälteste noch erhaltene Windmühle auf der Insel. Im Holz hat man ist die Jahreszahl 1862 eingeschrieben. Sie steht heute unter Denkmalschutz.